# Claudine en la escuela
Claudine en la escuela (en francés: Claudine à l'école) es una novela de 1900 de la escritora francesa Sidonie-Gabrielle Colette. La narración relata el último año de la escuela secundaria de Claudine, una joven de 15 años, sus descarados enfrentamientos con su directora, Mlle Sergent, y sus compañeras de estudios. Fue la primera novela publicada de Colette, originalmente atribuida a su primer marido, el escritor Henry Gauthier-Villars, conocido como Willy. Se asume que la obra es autobiográfica e incluye descripciones líricas de la campiña de Borgoña, donde creció Colette.

## Sinopsis
Claudine, una chica de quince años, vive en Montigny, con su padre, que está más interesado en los moluscos que en su hija. Claudine asiste a la escuela del pequeño pueblo, que es el lugar principal de sus muchas aventuras, presentadas como un diario íntimo. El diario comienza con el nuevo año escolar, marcado por la llegada de la nueva directora, la Srta. Sergent, y su asistente, la Srta. Aimée Lanthenay, así como de los instructores de los niños, el Sr. Duplessis y el Sr. Rabastens. Aunque Claudine comienza una aventura desde el principio con la señorita Lanthenay, la señorita Sergent pronto descubre la relación y desalienta a la señorita Lanthenay, y, finalmente, la hace su amante. Claudine se siente traicionada y causa problemas a las dos mujeres con la ayuda de sus amigas, la cínica Anaïs y la infantil Marie Belhomme. La hermana de la señorita Lanthenay, Luce, llega a la escuela y Claudine la maltrata, pero Luce idolatra a Claudine de todos modos. Algunos eventos importantes del curso están  documentados en la novela como los exámenes finales, la apertura de una nueva escuela y un baile para marcar la visita de un importante ministro político a la ciudad.
Al final del libro, todos están en el baile cuando la madre de la señorita Sergent arroja el zapato de un hombre al salón desde un cuarto de una planta superior. Todos guardan silencio mientras le grita a su hija por deshonrar a la familia al acostarse con el superintendente del distrito escolar. Esta atracción de la señorita Sergent por el hombre había sido mencionada por Claudine, quien la había descartado cuando Sergent le robó a Aimée. Humillada públicamente, la señorita Sergent sale corriendo llorando mientras Luce y Claudine se ríen.

## Tema
Claudine en la escuela, además de ser una historia sobre la transición a la vida adulta, es uno de los primeros ejemplos de ficción lésbica. Le seguirán Fernhurst (1904) de Gertrude Stein, More Women than Men (1934) de Ivy Compton-Burnett, The Child Manuela (1933) de Christa Winsloe, o Olivia (1949) de Dorothy Bussy.

## Recepción
Tras su publicación en 1900, la novela de Colette fue alabada por Charles Marras por su "madurez de lenguaje y estilo". Tuvo un éxito inmediato, pero también provocó un gran escándalo.